# 2009 en cyclisme
| Années du cyclisme : 2006 - 2007 - 2008 - 2009 - 2010 - 2011 - 2012    |
| Décennies du cyclisme : 1970 - 1980 - 1990 - 2000 - 2010 - 2020 - 2030 |

Les faits marquants de l'année 2009 en cyclisme.

## Par mois

### Janvier
- 6 janvier :
  - Graeme Brown remporte le Jayco Bay Cycling Classic[1].
  - La formation continentale Team Teltek H²0 qui devait apparaître jette l'éponge pour des raisons financières[2].

- 7 janvier : Carla Ryan est championne d'Australie du contre-la-montre[3].

- 8 janvier : Michael Rogers devient champion d'Australie du contre-la-montre[4].

- 10 janvier :
  - Carla Ryan devient également championne d'Australie sur route[5].
  - Le Circuit Het Volk devient le Circuit Het Nieuwsblad, en raison de la fusion des quotidiens Het Volk et Het Nieuwsblad[6].

- 11 janvier : Peter McDonald devient champion d'Australie sur route[7].

- 25 janvier : Allan Davis (Quick Step) remporte le Tour Down Under.

### Février
- 1er février
  - Championnats du monde de cyclo-cross : victoire de Niels Albert chez les hommes et de Marianne Vos chez les femmes
  - Rémi Pauriol remporte le Grand Prix d'ouverture La Marseillaise

- 5 février : le coureur belge Frederiek Nolf, membre de l'équipe Topsport Vlaanderen-Mercator est retrouvé mort dans son lit d'hôtel au Qatar. L'étape du jour du Tour du Qatar auquel il participait est neutralisée[8].

- 6 février : Tom Boonen remporte le Tour du Qatar pour la troisième fois.

- 8 février : Thomas Voeckler remporte l'Étoile de Bessèges.

### Mars
- 15 mars : l'Espagnol Luis León Sánchez (Caisse d'Épargne) est le vainqueur final de Paris-Nice devant Fränk Schleck  (Team Saxo Bank) et Sylvain Chavanel  (Quick Step).

- 21 mars : au terme d'un sprint, Mark Cavendish (Columbia-High Road) s'adjuge l'épreuve italienne Milan-San Remo en devançant sur le fil Heinrich Haussler et Thor Hushovd (Cervélo Test Team). C'est son sixième succès de la saison et sa première victoire dans une classique de sa carrière.

### Avril
Stijn Devolder(Quick-Step) remporte le Tour des Flandres 2009 devant Heinrich Haussler(Cérvelo) et Philippe Gilbert(Lotto)
Tom Boonen(Quick-Step) remporte Paris-Roubaix 2009 devant Filippo Pozzato(Liquigas) et Thor Hushovd(Cérvelo)

### Juin
Dimitri Champion remporte Championnat De  France sur Route 

### Juillet
Alberto Contador(Astana), remporte le Tour de France devant Andy Schleck (Saxo Bank) et Lance Armstrong(Astana)

## Rendez-vous programmés

### Classement de fin de saison
Route
- Calendrier mondial UCI :  Alberto Contador
- Coupe du monde féminine sur route :  Marianne Vos

Piste
- Coupe du monde : classement par nations  :  Allemagne

Cyclo-cross
VTT
BMX

### Grands Tours
- Tour d'Italie  :  Denis Menchov
- Tour de France  :  Alberto Contador
- Tour d'Espagne  :  Alejandro Valverde

## Principales classiques
- Milan-San Remo :  Mark Cavendish (Columbia-High Road)
- Tour des Flandres :  Stijn Devolder (Quick Step)
- Gand-Wevelgem :  Edvald Boasson Hagen (Columbia-High Road)
- Paris-Roubaix :  Tom Boonen (Quick Step)
- Amstel Gold Race :  Sergueï Ivanov (Katusha)
- Flèche wallonne :  Davide Rebellin (Serramenti PVC Diquigiovanni-Androni Giocattoli)
- Liège-Bastogne-Liège :  Andy Schleck (Saxo Bank)
- Classique de Saint-Sébastien :  Roman Kreuziger (Liquigas)[n 1]
- Paris-Tours :  Philippe Gilbert (Silence-Lotto)
- Tour de Lombardie :  Philippe Gilbert (Silence-Lotto)

## Principaux champions nationaux sur route
- Allemagne : Martin Reimer (Cervélo TestTeam)
- Australie : Peter McDonald (Drapac-Porsche)
- Belgique : Tom Boonen (Quick Step)
- Danemark :  Matti Breschel (Team Saxo Bank)
- Espagne : Rubén Plaza (Liberty Seguros)
- États-Unis : George Hincapie (Team Columbia-HTC)
- France : Dimitri Champion (Bretagne-Schuller)
- Grande-Bretagne : Kristian House
- Italie : Filippo Pozzato (Team Katusha)
- Luxembourg : Andy Schleck (Team Saxo Bank)
- Norvège : Kurt Asle Arvesen (Team Saxo Bank)
- Pays-Bas : Koos Moerenhout (Rabobank)
- Russie : Sergueï Ivanov (Team Katusha)
- Suisse : Fabian Cancellara (Team Saxo Bank)

## Principaux décès
- 4 janvier : Luca Gelfi, coureur italien, 42 ans.
- 3 février : Louis Proost, coureur belge, 73 ans.
- 5 février : Frederiek Nolf, coureur belge, 21 ans.
- 5 février : Christophe Dupouey, vététiste français, 40 ans.
- 19 février : Pierre Barbotin, coureur français, 82 ans.
- Mars : Alexeï Petrov, cycliste russe, 71 ans.
- 6 avril : Luigi Casola, coureur italien, 87 ans.
- 7 avril : Jobie Dajka, coureur australien, 27 ans.
- 30 avril : Albert Goutal, coureur français, 90 ans.
- 30 avril : Henk Nijdam, coureur néerlandais, 73 ans.
- 1er mai : Jean-Louis Danguillaume, coureur français, 59 ans.
- 23 juin : Adriano Durante, coureur italien, 68 ans.
- 25 juin : Zinaida Stahurskaya, coureuse biélorusse, 38 ans.
- 16 août : Paul Healion, coureur irlandais, 31 ans.
- 30 septembre : Victor Van Schil, coureur belge, 69 ans.
- 3 octobre : Michel Nédélec, coureur français, 69 ans.
- 12 octobre : Frank Vandenbroucke, coureur belge, 34 ans.
- 6 novembre : Dimitri De Fauw, coureur belge, 28 ans.
- 15 décembre : Alan van Heerden, cycliste sud-africain, 55 ans.